# شريكة يوشوند (زياران)
شریکة یوشوند (بالإنجليزية: Sherkat-e Yushvand)‏ هي منطقة سكنية تقع في إيران في قسم زیاران الریفي. يقدر عدد سكانها بـ 65 نسمة .